# بنجامين سي. هيليارد
بنجامين سي. هيليارد (بالإنجليزية: Benjamin C. Hilliard)‏ (و. 1868 – 1951 م) هو سياسي، وقاضي، ومحامي أمريكي، كان عضوًا في الحزب الديمقراطي، توفي في دنفر، عن عمر يناهز 83 عاماً.

## مناصب
تولى منصب عضو مجلس النواب الأمريكي
- عضو مجلس نواب كولورادو

.

## التعليم
تعلم في University of Iowa College of Law ‏
.